# Simona Belotti
Simona Belotti (ur. 3 sierpnia 1993) – szwajcarska siatkarka, grająca na pozycji libero. Od sezonu 2015/2016 występowała w drużynie Volley Köniz.

## Sukcesy klubowe
Mistrzostwo Szwajcarii:
- 2013